# ویوو ایکس۶۰
ویوو ایکس۶۰ (انگلیسی: Vivo X60)، ویوو ایکس۶۰ پرو (انگلیسی: Vivo X60 Pro) و ویوو ایکس۶۰ پرو+ (انگلیسی: Vivo X60 Pro+) تلفن‌های هوشمند مبتنی بر اندروید هستند که توسط گوشی‌های هوشمند ویوو در ۲۹ دسامبر ۲۰۲۰ معرفی شدند.